# 緬甸河流列表
緬甸河流列表，列舉全部或部分流經緬甸的河流，並依流域的地理位置由西至東排序。支流則由河口至源頭排序。

## 注入印度洋
- 納夫河
- 加叻丹河
- 萊謬河（英语：Lemro River）
- 勃生河（英语：Pathein River）
- 伊洛瓦底江 (Ayeyarwady River)
  - 蒙河
  - 堯河（英语：Yaw River）
  - 欽敦江（更的宛江）
  - 穆河（英语：Mu River）
  - 密埃河
  - 瑞麗江
  - 太平江（中國境內稱大盈江）
  - 恩梅開江（中國境內稱獨龍江）
  - 邁立開江
- 仰光河
  - 勃固河（英语：Bago River）
- 錫當河
- 薩爾溫江
  - 阿特蘭河
    - 扎米河（英语：Zami River）

  - 吉英河
  - 莫艾河（當翁河）
- 土瓦河（英语：Dawei River）
- 丹那沙林河（英语：Great Tenasserim River）（舊名德林達伊河）

## 注入太平洋
- 湄公河